# Battaglia di Eylau
La battaglia di Eylau fu uno degli scontri più sanguinosi delle guerre napoleoniche e fu combattuta l'8 febbraio 1807 nel corso della Quarta coalizione, presso Eylau, nell'attuale regione russa di Kaliningrad, tra la Grande Armata comandata da Napoleone e l'esercito russo, guidato dal generale Levin August von Bennigsen. La battaglia, combattuta in proibitive condizioni invernali sotto bufere di neve, ebbe momenti drammatici e i francesi rischiarono la disfatta; alcuni reparti della Grande Armata furono decimati, solo alcune cariche della cavalleria riuscirono a fermare i russi che dimostrarono grande tenacia e resistenza.
Alla fine della giornata, l'arrivo di altre truppe francesi permise a Napoleone di stabilizzare la situazione e costringere il generale Bennigsen alla ritirata, dopo aver abbandonato il campo. Napoleone, pur rivendicando la vittoria, rimase impressionato dalla durezza degli scontri e dall'entità delle perdite, e fu costretto a sospendere le operazioni per poter riorganizzare il suo esercito. La guerra fu ripresa solo nella tarda primavera del 1807.

## Lo svolgimento
L'avanzata napoleonica in Germania era stata fulminea. Ora l'imperatore aveva deciso di sconfiggere i russi, che considerava una minaccia per la pace in Europa, marciando a tappe forzate verso la Polonia. Varsavia accolse il Corso con entusiasmo: Napoleone decise di dare un gran ballo per la nobiltà locale, e fu proprio durante questo ballo che venne a sapere dell'imminente arrivo delle forze russe. Dopo una serie di scontri, in cui i francesi non riuscirono a far indietreggiare gli attaccanti, la battaglia cruciale si combatté a Preußisch Eylau, odierna Bagrationovsk. La giornata era grigia e fredda. Durante lo scontro si alzò anche una violenta bufera di neve. I russi erano schierati tra i villaggi di Serpallen e Schmoditten, per un totale di 50000 uomini; se tutto fosse andato come previsto, a queste già enormi forze si sarebbero aggiunti anche i rinforzi prussiani da sud.
I francesi erano invece schierati presso Eylau e contavano su un numero di forze maggiori (circa 65000 uomini). Le loro batterie erano imponenti: 200 cannoni (300 in altre fonti). Inoltre Napoleone attendeva l'arrivo del maresciallo Michel Ney con la sua cavalleria. Secondo altre fonti, le forze in campo erano ancora maggiori (si parla di 70000 francesi e di 70000 russi). La battaglia si svolse in due giorni.
Durante il primo giorno i francesi riuscirono a entrare nella cittadina di Eylau con l'idea di poter avere un riparo dalle rigide temperature notturne. Da parte russa invece il generale Bennigsen ritenne di incoraggiare la manovra francese, pianificando per il giorno dopo un attacco al centro nemico dove aveva precedentemente preparato solide postazioni difensive. Ordinò quindi alla fanteria all'interno del villaggio di condurre una resistenza passiva calcolata, facendo arretrare lentamente le truppe per dar tempo all'artiglieria di posizionarsi nelle linee previste per la battaglia del giorno seguente.

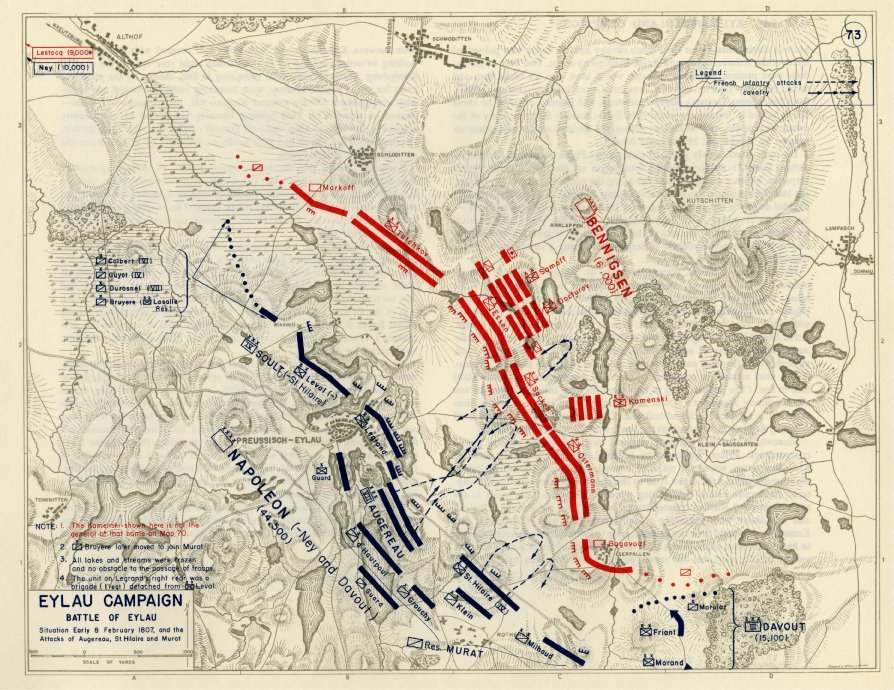
Piano della battaglia nelle fasi iniziali

È certo che la battaglia iniziò in maniera irregolare, con feroci schermaglie dentro la cittadina, tra le divisioni del IV Corpo di Soult e i russi che si protrassero fino alla notte del 7 febbraio, provocando oltre 4000 morti e feriti. Il giorno dopo, sotto un cielo gonfio di nuvole basse e una copiosa nevicata, iniziò la battaglia con lo scontro delle artiglierie russo-francesi. Questo era il segnale che Napoleone attendeva; difatti c'era il timore che i russi durante la notte si ritirassero. I russi iniziarono a martellare i francesi con le loro batterie, ancora più consistenti di quelle napoleoniche (400 contro 250). Il Maresciallo Davout cercò di avanzare da sud, ma nonostante alcuni successi iniziali si trovò presto in difficoltà a causa della sua inferiorità numerica. Napoleone, per supportare Davout, ordinò un attacco sulla sinistra ed al centro dello schieramento russo: sulla sinistra portato dal VII Corpo del generale Augereau e al centro dalle forze di Saint-Hilaire.
Purtroppo il corpo di Augereau deviò a causa della scarsa visibilità per la bufera di neve e si ritrovò lontano dalla colonna di Saint-Hilaire, lasciando il fianco destro esposto alla mitraglia dei cannoni avversari: sotto il fuoco dell'artiglieria pesante russa (70 cannoni) le truppe di Augerau vennero annientate e lo stesso Augerau, già malato, rimase ferito durante un attacco della cavalleria russa, perdendo 5200 uomini in venti minuti. Il generale russo Bennigsen, visto il corpo di Augereau isolato e in difficoltà, ordinò un contrattacco formato da riserve fresche di fanteria (5000 uomini) e corazzieri russi che, una volta dispersi gli ultimi resistenti di Augereau, avanzarono galvanizzati in massa al centro dello schieramento francese, avvicinandosi pericolosamente allo stesso Imperatore che rischiava ora di essere ucciso o catturato. Qui maturò la scelta di Napoleone di impegnare la cavalleria di Gioacchino Murat.

### La carica della cavalleria francese

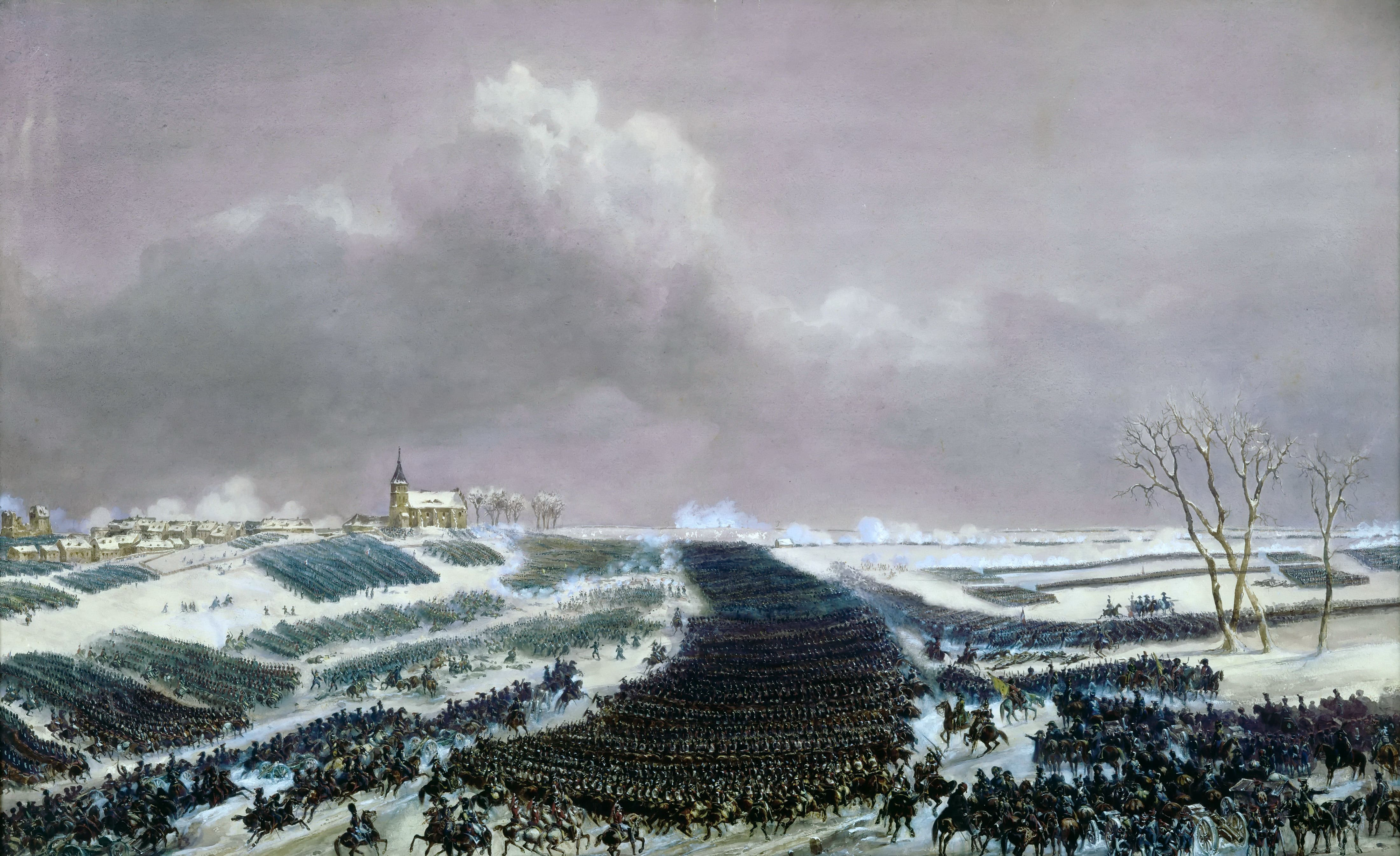
La poderosa carica di cavalleria di Murat travolse i reparti russi, gettandoli momentaneamente nel caos e ristabilendo le sorti della battaglia verso l'equilibrio dopo un prolungato vantaggio delle forze zariste.

Alle dodici scoccò il momento chiave: Napoleone, per evitare il disastro, ordinò la carica della cavalleria di Gioacchino Murat, spronandolo con le famose parole "Ci lascerai divorare da quella gente?": ottanta squadroni e migliaia di cavalli in quella che sarà ricordata come la più grande carica di cavalleria delle guerre napoleoniche e la più riuscita. I cavalieri di Murat, grazie anche ai migliori cavalli d'Europa, da poco sequestrati alla Prussia, ressero il centro per diverse ore. I russi, vistisi arrivare addosso quella muraglia di uomini e cavalli, furono notevolmente impressionati. Gli squadroni francesi si divisero in due gruppi: uno andò a dare man forte alla colonna di fanteria del generale Saint-Hilaire, l'altro, invece, andò a coprire il varco che si era creato a seguito dell'errata manovra del corpo di fanteria di Augereau.  Al prezzo di 1500 uomini persi sui 10000 partiti, la carica ebbe successo, riuscendo a stabilizzare il fronte centrale dello schieramento francese e aprendo persino una breccia in quello russo.
Anche la Guardia imperiale ricevette l'ordine di avanzare verso il cimitero per fermare l'attacco russo e stabilizzare il fronte; era la prima volta che Napoleone si vedeva costretto ad utilizzarla. La sua "carica alla baionetta" fermò l'avanzata dei russi nei pressi del cimitero di Eylau, mentre Davout, contemporaneamente, riuscì a sfuggire all'accerchiamento russo ma, avanzato verso i centri di Klein-Sausgarten e Kuschitten, fu nuovamente da essi fermato. Esortato dal suo stato maggiore, Napoleone si rifiutò di caricare con la Guardia Imperiale nel cuneo creato dalla cavalleria francese al centro dello schieramento russo. La mossa, se pur risolutiva, era molto rischiosa; Napoleone sapeva che il corpo del generale prussiano L'Estocq era in procinto di arrivare e la Guardia poteva essere l'unica forza in grado di arginare l'attacco delle fresche truppe prussiane.

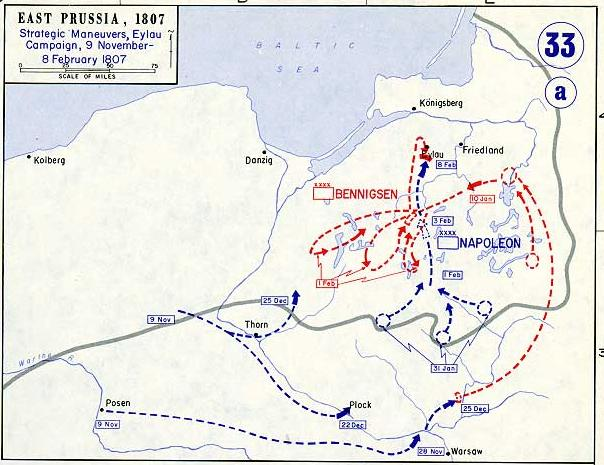
Spostamenti delle truppe presso Eylau

### L'arrivo dei Prussiani
Verso metà pomeriggio arrivarono i Prussiani: eludendo ogni tentativo di fermarli da parte di Ney, riuscirono a raggiungere Eylau e, spronati dal generale L'Estocq, passarono dietro lo schieramento di fanteria russo, sbucando sul fianco destro scoperto di Davout; ci si scagliarono con forza e determinazione e il corpo d'armata di Davout, ormai esausto, fu respinto fino alle posizioni iniziali della battaglia.

### Conclusione
Col calare della notte i combattimenti sul fianco sinistro andarono ad esaurirsi, ma un rombo di cannoni sullo schieramento destro francese alle 21.30, presso il centro di Althoff, contro l'ala destra russa segnalò l'arrivo di Ney, che occupò Schoditten. Il comandante in capo russo Bennigsen, temendo l'arrivo della riserva dei francesi, ordinò a questo punto la ritirata generale, approfittando del sopraggiungere del buio. In mano francese rimasero solo alcuni cannoni e bandiere.

## Risultato e perdite
Dopo 14 ore di battaglia continua, le forze russe riuscirono a sganciarsi in buon ordine dalle truppe napoleoniche che, quindi, rimasero padrone del campo.
Tuttora l'esito della battaglia è oggetto di disputa: i russi stimarono le proprie perdite da 15000 a 20000 uccisi o feriti e 3000 soldati, 23 cannoni e 16 bandiere catturate; i francesi, invece, persero circa 15000 uomini. Alcuni storici propendono per una cifra compresa tra i 15 e i 18000 uomini, altri li riducono a 14000. Lo storico Chandler suggerisce che furono 25000 le vittime francesi, ma ammette l'impossibilità di quantificare con certezza il numero.
Infine, quanto all'esito dello scontro, si riporta un commento attribuito al maresciallo Ney "Quel massacre! Et sans résultat" (Che massacro! E senza risultato), che in ogni caso sottolinea la pesantezza delle perdite (anche la sua amante, Maria Versfelt, presente sul campo fu ferita) e l'assenza di vantaggi immediati per l'esercito francese.